# All the Things I Never Said
All the Things I Never Said è l'EP di esordio della cantante canadese Tate McRae, pubblicato il 24 gennaio 2020 dalla RCA.

## Tracce
1. Stupid – 2:53 (testo: Tate McRae, Jeremy Dussolliet, Lauren Frawley – musica: Russell Chell, Larzz Principato, Tim Sommers, Bleta Rexha, Justin Tranter, Jussi Karvinen, Meredith Brooks, Shelly Peiken)
2. All My Friends Are Fake – 3:06 (testo: Tate McRae, Asia Whiteacre – musica: Chris Petronsino, Rob McCurdy)
3. That Way – 2:55 (testo: Tate McRae, Skyler Stonestreet – musica: Nick Monson)
4. Tear Myself Apart – 2:45 (testo: Billie Eilish, Finneas O'Connell – musica: Billie Eilish, Finneas O'Connell, Eric Palmquist)
5. Happy Face – 3:21 (testo: Tate McRae, Elijah Fox-Peck, Remy Gautreau – musica: Paul Daniel)

Note
- Stupid contiene un campionamento di I'm a Mess di Bebe Rexha (2018), che a sua volta interpola Bitch di Meredith Brooks (1997).[2]